# Yuedao Hu
Yuedao Hu (kinesiska: 月岛湖) är en sjö i Kina. Den ligger i den autonoma regionen Tibet, i den sydvästra delen av landet, omkring 810 kilometer nordväst om regionhuvudstaden Lhasa. Yuedao Hu ligger 4 988 meter över havet. Arean är 2,3 kvadratkilometer. Trakten runt Yuedao Hu är ofruktbar med lite eller ingen växtlighet. Den sträcker sig 1,5 kilometer i nord-sydlig riktning, och 3,4 kilometer i öst-västlig riktning.
Genomsnittlig årsnederbörd är 197 millimeter. Den regnigaste månaden är juni, med i genomsnitt 45 mm nederbörd, och den torraste är november, med 2 mm nederbörd.